# Jean-Luc Pinel
Jean-Luc Pinel (Saint-Malo, 26 giugno 1947 – Saint-Raphaël, 29 febbraio 2024) è stato uno sciatore alpino francese.

## Biografia
Specialista delle prove veloci originario di Saint-Malo, Pinel debuttò in campo internazionale in occasione del Criterium de la première neige 1966, il 18 dicembre a Val-d'Isère in discesa libera (10º); in Coppa del Mondo esordì il 27 gennaio 1967 a Megève nella medesima specialità (25º) e ottenne il primo piazzamento a punti il 10 marzo 1968 a Méribel in slalom gigante (8º). Ai Mondiali di Val Gardena 1970, sua unica presenza iridata, si classificò 8º nella discesa libera, l'unica gara cui prese parte; il 21 febbraio dello stesso anno conquistò a Jackson Hole nella medesima specialità il miglior risultato in Coppa del Mondo (4º, suo ultimo piazzamento a punti). Sempre in discesa libera nel massimo circuito internazionale ottenne l'ultimo piazzamento il 14 gennaio 1972 a Kitzbühel (38º) e prese per l'ultima volta il via il giorno successivo nella medesima località, senza completare la gara. Non prese parte a rassegne olimpiche.

## Palmarès

### Coppa del Mondo
- Miglior piazzamento in classifica generale: 29º nel 1970

### Campionati francesi
- 1 oro (discesa libera nel 1970)[senza fonte]